# Клару, Андре
Андре Фелипе Клару де Жежуш (порт. André Filipe Claro de Jesus; родился 31 марта 1991 года в Вила-Нова-ди-Гая, Португалия) — португальский футболист, нападающий клуба «Эшторил-Прая».

## Клубная карьера
Клару — воспитанник клуба «Порту». В 2010 году из-за высокой конкуренции он покинул стан «драконов» и подписал контракт с клубом третьего португальского дивизиона «Фамаликан». На протяжении двух сезонов Андре становился лучшим бомбардиром команды. В 2012 году Клаур перешёл в «Ароку» и помог новой команде по итогам сезона выйти в элиту. 18 августа 2013 года в матче против лиссабонского «Спортинга» он дебютировал в Сангриш лиге. 22 декабря в поединке против «Жил Висенте» Андре сделал «дубль», забив свои первые голы на высшем уровне.
Летом 2015 года контракт с «Арокой» истёк и Клару перешёл в «Виторию» из Сетубала. 16 августа в матче против «Боавишты» он дебютировал за новый клуб. В этом же поединке Андре забил свой первый гол за «Виторию». Летом 2016 года к Клару проявили интерес московский «Спартак» и «Краснодар».
В начале 2017 года он перешёл в «Эшторил-Прая».